# エーリンナ

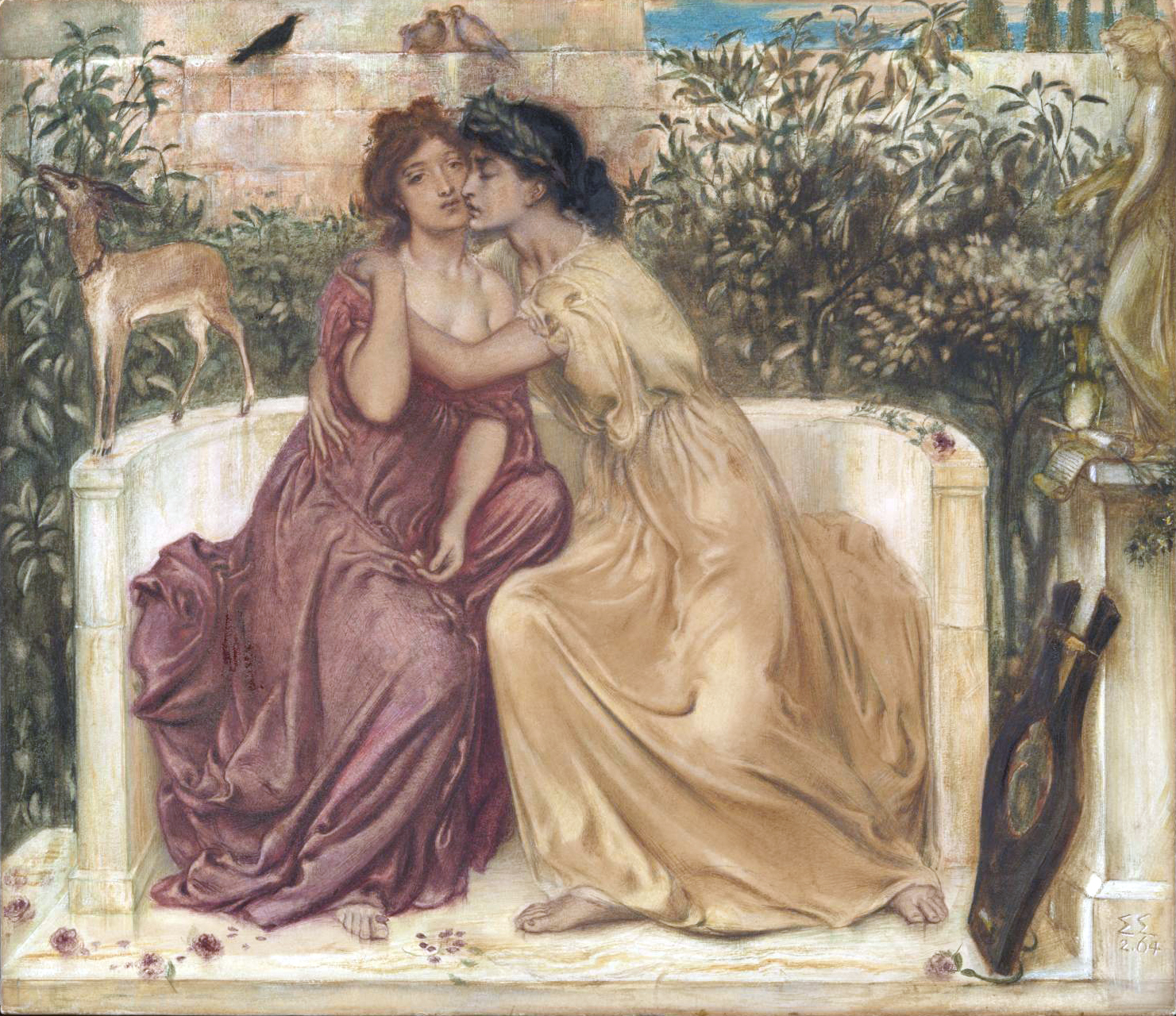
『ミュティレーネの苑におけるサッポーとエーリンナ』。エーリンナ（左）に情熱的に求愛するサッポー（右）。シメオン・ソロモンの想像画

エーリンナ（古代ギリシア語: Ἤριννα、Ērinna、紀元前4世紀前半）は、古代ギリシアの女流詩人である。彼女は、長編詩『糸巻棒』の作者としてもっともよく知られている。この作品は、子供時代からの友人で、結婚後、ほとんど時をおかずして死去したバウキスに寄せた、全300行の英雄脚ヘクサメトロスの哀悼詩である。1928年、エジプトのオクシュリュンコスで、この詩の大きな断片が発見された。『糸巻棒』と共に、エーリンナの作に帰せられる3編のエピグラム詩が、『ギリシア詞華集』に収められていることが知られていた。エーリンナの生涯についての伝記的詳細はよく分からない。彼女は一般的には、紀元前4世紀の前半に生きたと考えられている。幾つかの古代の伝承は、彼女はサッポーと同時代人だとしている。彼女の誕生の地としてもっとも可能性が高いのはテーロス島であると一般に考えられているが、しかし、テーノス島、テオス、ロドス島、またレスボスが、彼女の故郷として古代の文献で言及されている。

## 生涯
エーリンナの生涯については、ごく少数の古代の資料が残っているが、証言内容はしばしば矛盾し合っている。彼女の活動時代も不確実である。10世紀の百科事典であるスーダによれば、彼女はサッポーの仲間の一人であったとし、彼女の最盛期（floruit）を紀元前6世紀としている。古代の証言のなかで、エーリンナについてもっとも新しい年代を述べているのは、カエサレアのエウセビオスであるが、彼は紀元前4世紀中葉を示唆している。現在の研究者は、エーリンナはヘレニズム時代初期の詩人であったと考える傾向にある。
古代の証言は、エーリンナの出身地をめぐって幾つかの見解に分かれる。可能性があるのは、テオス、テーロス島、テーノス島、ミュティレーネ（レスボス島の都市）、そしてロドスである。シルヴィア・バーナードは、エーリンナの言葉の方言を根拠として彼女はテーロス出身であると論じるが、しかしドナルド・レヴィンがすでに、エーリンナの言葉はドーリス方言を基礎にしているように見えるが、それは文学上の創作であり、エーリンナの本来の母語方言を正確には反映していないと指摘している。おそらくエーリンナは裕福な一家に生まれ、詩を読み書きする教育を受けたのだろう。とすれば、エーリンナの誕生地の候補の一つであるテオスが浮上する。この地は、少女に対する教育が行われていたことを証明する碑文が現存する、数少ない古代ギリシアの地域の一つである。
『ギリシア詞華集』に収録されている3編のエピグラム詩は、エーリンナが早世したことを示唆している。詩人サモスのアスクレーピアデースによれば、19歳で『糸巻棒』を完成して時を隔てずであった。しかしこれは示唆で、19歳での死を明示的に述べている最古の資料は『スーダ』である。とはいえマリリン・B・アーサーは、『糸巻棒』に登場するエーリンナが19歳であったとしても、この年齢のときに、エーリンナが作品を書いたとは必ずしも言えないと論じている。

## 作品

### 『糸巻棒』

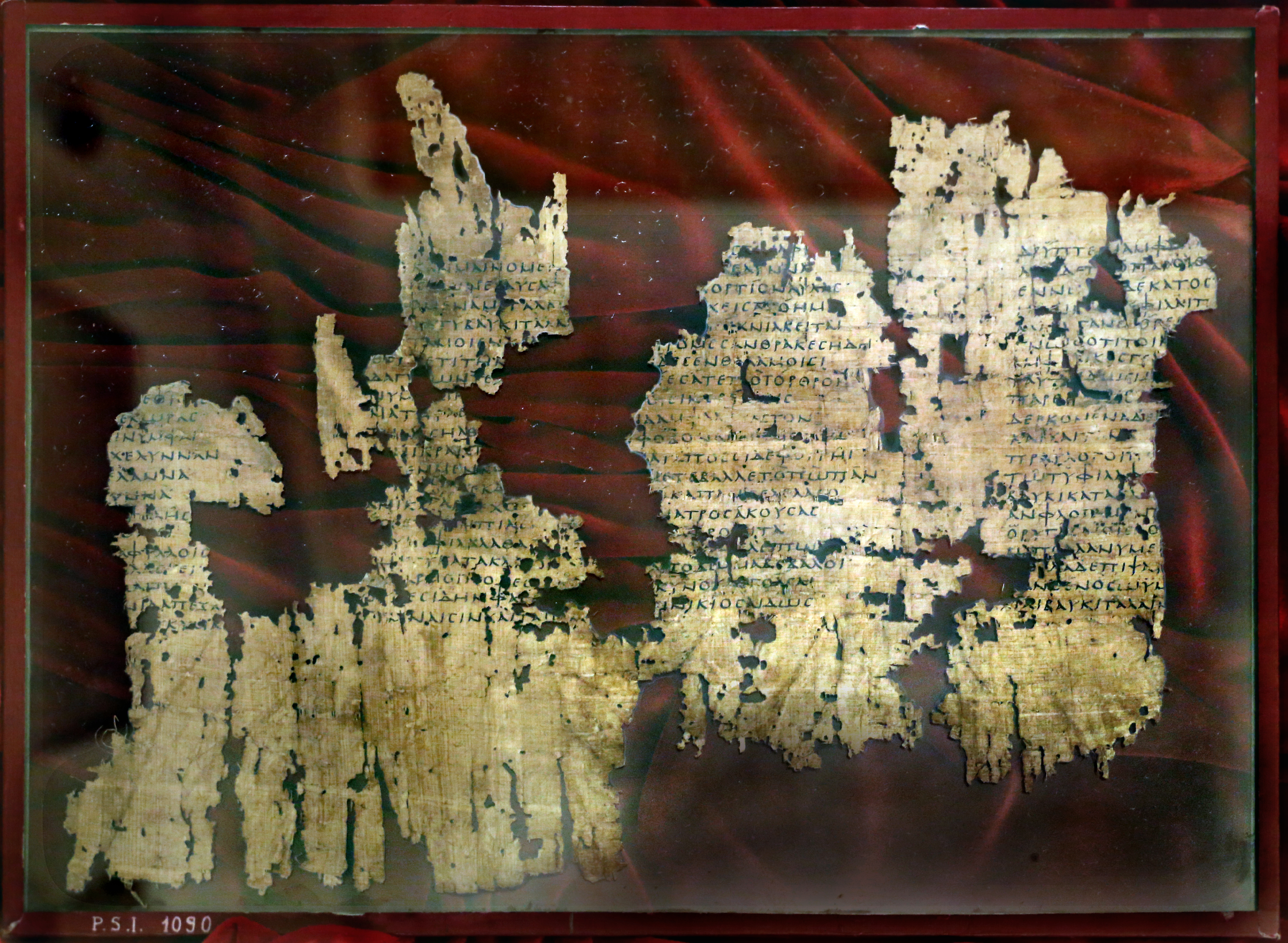
パピルス PSI 1090, 『糸巻棒』の54行分の断片を含んでいる

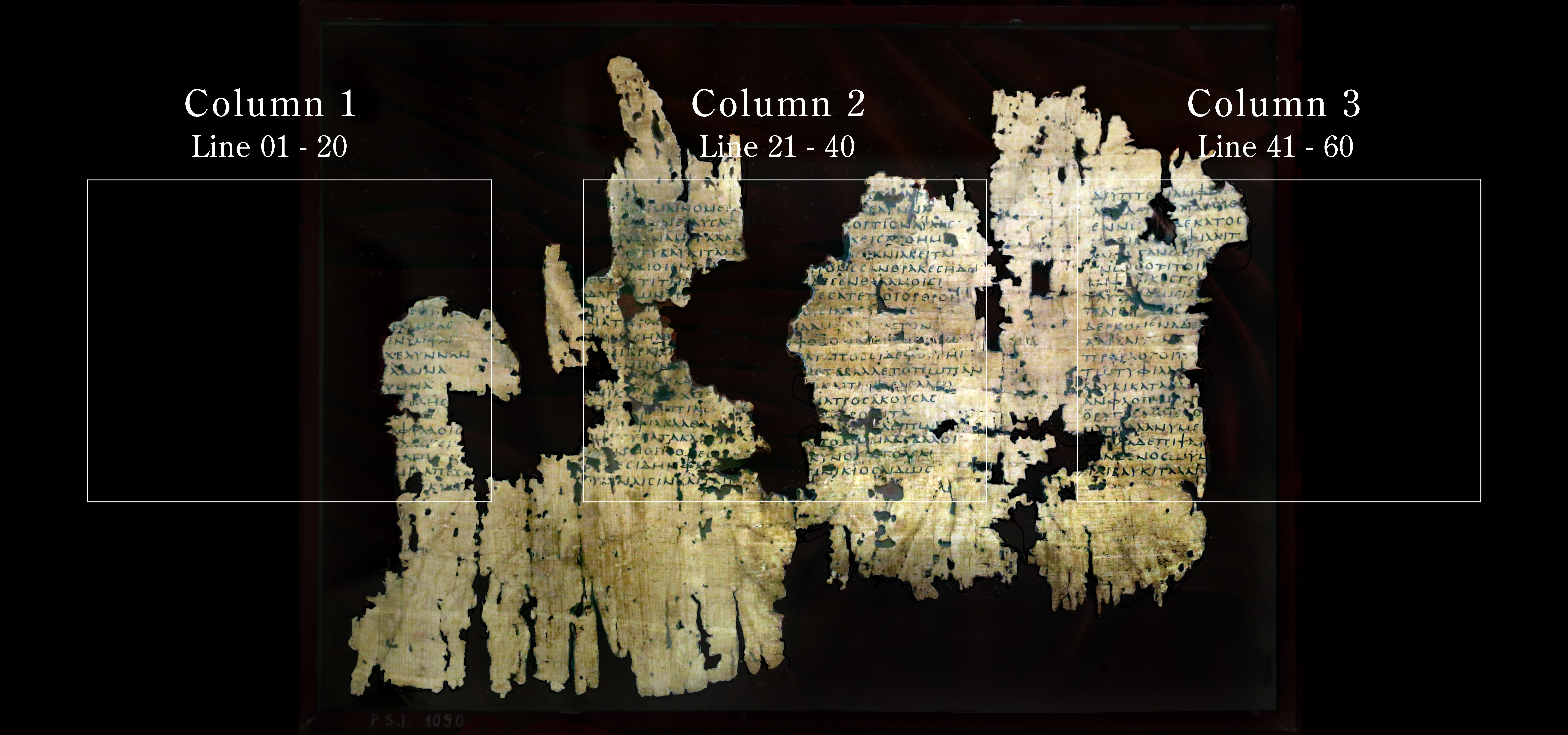
パピルス PSI 1090 三つのコラムの表示。各20行、3コラム

エーリンナは、ヘクサメトロス韻で書かれた300行の詩『糸巻棒』でその名声を獲得した。彼女が丁度19歳だった時点で書かれたと推定されるこの詩作品は、彼女の友であり、結婚して後ほとんど時をおかず死去したバウキスに献げられた哀悼の歌である。古代ギリシアの大部分のヘクサメトロン韻（六脚韻）の詩はイオニア方言で書かれているが、それらとは異なり、『糸巻棒』はアイオリス方言とドーリス方言が混ぜ合わされて書かれている。
『糸巻棒』は断片でしか現存していない。オクシュリンコスで発見された紀元2世紀のパピュルス写本、PSI 1090 に残されていた、54行分の詩の一部が知られているに過ぎず、しかもそのなかで完全に行が残っているのは1行しかない。これとは別に、エーリンナのものとされるヘクサメトロス韻の詩の断片、3点が現存しているが、このなか2点は、ストバイオスによる引用で、残る1点はアテーナイオスが伝えている。ストバイオスの引用のなかの一つは、PSI 1090 の46行目と一致し、他の二つの断片もまた、おそらく『糸巻棒』の一部である。いま一つのパピュルス断片であるオクシリンコス・パピュルス8（P. Oxy. 8）は、モーリス・バウラによって、おそらく『糸巻棒』からの断片であると同定された。しかしマルティン・リッチフィールド・ウェストは、方言の様態を根拠としてこの同定を斥けた。
現存する『糸巻棒』の長い断片の前半分において、ナレータはバウキス（Βαυκίς, Baukis）と過ごした子供時代を回想する。彼女は二人で遊んだゲームについて語るが、このゲームはユリオス・ポリュデウケスによる説明があり、彼はこのゲームを「ケリーケローネー」（カメのカメさーん）と呼んでいるが、ナレータは更に、モルモー吸血鬼、つまり古代ギリシアの女ブギーマンに対する二人の怖れを語る。この後に、バウキスの忘れっぽさに関する短いセクションがあるが、残っているテクストがあまりにも断片的である。しかしおそらくナレータは、バウキスが結婚した時、いま詩で述べた子供時代のことを忘れ去ったと述べている。最後に、ナレータが遺体を見ることができなかったことへの言及があり、「アイドース」（αἰδώς, aidōs, 恥ずべき）という言葉が二度述べられている。多分、バウキスはここで亡くなっており、ナレータは友を哀悼できない自分を恥じている。ここでテクストは、これ以上に復元できないまでに断片的となっている。
『糸巻棒』は文学版のゴオス（γόος）と言え、「ゴオス」とは、プロテシス（遺体の埋葬準備）のあいだ、故人の親類の女たちがあげる悲嘆の泣き声である。より古い時代のゴオス（悲嘆詠唱）の文学的な表現の例は、やはりヘクサメトロン韻の詩形であるが、『イーリアス』に見出され、幾人かの研究者たちはエーリンナの詩が、この文学的先行例を利用していることを確認している。マリリン・スキナーは、『イーリアス』中に3編のゴオスの例を識別した。すなわち、1）パトロクレースに対するブリーセーイスの悲嘆、2）アキレウスがヘクトールの遺体をトロイの城壁の回りを戦車で引きずって行くのを見た折のアンドロマケーの悲嘆、3）ヘクトールの通夜において、アンドロマケー、ヘカベーそしてヘレネーが歌う悲嘆である。スキナーは、『糸巻棒』と『イーリアス』中の哀悼の歌のあいだに「主題的、言辞的な顕著な対応性」を同定する。例えば、エーリンナが記すバウキスと過ごした幼い頃の回想は、アンドロマケーが抱く彼女の息子とヘクトールの交流の回想に平行する。またヘレネーが初めてトロイアに来た時、彼女を支えてくれたヘクトールへの回想とも平行する。ダイアン・レイヤーは、とりわけブリーセーイスの悲嘆を『糸巻棒』のモデルとして同定している。
ホメーロスと共に、エーリンナの『糸巻棒』にいま一つの大きな文学的影響を与えたのはサッポーであった。キャスリン・グッツウィラーは、哀悼の詩へのサッポー的主題のこのような組み込みは、ホメーロス的モデルに基礎をおく作品を女性化するためのエーリンナの方法であると論じている。ジョン・ルークは、サッポー断片94（en:Sappho 94）との独特な類似性に注目し、両作品が追想と忘却という主題を持つことを指摘している。ダイアン・レイヤーはしかしこの見解を斥け、サッポー断片94は、結婚するため去って行く女友達への訣別の詩だとするルークの確信に異議を唱える。

### エピグラム
『糸巻棒』の断片と共に、エーリンナ作とされる3編のエピグラム詩が現存している。これらの詩はドーリス方言で書かれており、3編すべてが『ギリシア詞華集』に収録されている。そのなかの2編は、『糸巻棒』と同様にバウキスの死を扱っており、三番目の詩はノッシスの詩作品に類似しているが、アガタルキス（Agatharkhis）と呼ばれる少女の肖像を扱っている。2編のバウキスのエピグラムは、古代の墓碑銘詩（エピタフ）のスタイルで書かれているが、しかし、2編について示唆される事実は、どちらの詩も実際に墓石の碑銘として書かれたのではないということである。
これらの詩の作者がエーリンナであるのか、疑問視されている。ルークとウェストの両人は、三つの詩のいずれも、エーリンナの作ではなかったと論じている。ルークは2編のバウキスのエピグラムは、エーリンナへの賛辞として後世の作者によって書かれたものだと示唆しており、ウェストは、エピグラムのなかには、作者たちが『糸巻棒』から学び取ることができたものしか載っていないことを指摘している。第三のエピグラムについては、ルークは「エーリンナが著者だということを示すような内容」は何も含まれていない「ありふれた作品」であると述べており、ウェストはノッシスが本来の作者である可能性が高いと示唆している。他方で、サラ・ポメロイは3編のエピグラムすべてについて、エーリンナが作者であることを肯定的に論じており、ジェイン・マッキントッシュ・スナイダーはこれらの詩について「おそらくエーリンナの作」と述べている。シルヴィア・バーナード、エリザベス・マンウェル、またダイアン・レイヤーを含む他の研究者たちは、明示的に疑問については言及していないが、これらのエピグラムがエーリンナの真作であることに同意している。

## 評価と芸術における描写
古代においては、エーリンナは高い評価を得ていた。彼女よりも優れた女流詩人だと古代ギリシアで考えられていたのはサッポーだけであった。テッサロニケのアンティパトロスは、自分が作ったリストである「地上界の9ムーサイ」に彼女を含めている。『ギリシア詞華集』に集められている幾つかの他のエピグラムではエーリンナが称讃されており、メレアグロスの『花冠』においては、彼女の作品は「甘美な、乙女の肌の色持つクロッカス」に比較されている。エーリンナについて否定的な古代の証言は、マケドニアのアンティパネスのエピグラムで述べられているものしかなく（『パラティン詞華集』11-322）、しかもこのエピグラム自体が、カッリマコスの弟子たちのあいだでエーリンナが高い令名を得ていたことを証明している。エーリンナに関する古代の証言すべてが、彼女がヘレニズム時代の詩人として第一級の人物だったことを示唆している。
今日では、エーリンナの作品で残っているものがあまりにも少ないため、彼女の詩を判断することが難しい。とはいえイアン・プラントによれば、『糸巻棒』の現存部分は、古代における詩の評価が間違いでないことを明確に示している。加えるにエヴァ・シュテーレは、エーリンナの詩は、古代ギリシアの世界における母親たちとその娘たちのあいだの関係を示す、非常に稀な証拠資料の一つととして意味深いものと見ている。エーリンナはまた、サッポーやノッシスを含む他の女流詩人たちと共に、古代ギリシアにおける女性の詩の伝統の一部としてフェミニズム研究者に読まれている。
また、主作品『糸巻棒』がエジプトで発見される以前にも、エーリンナの名は西欧古典文学では知られていた。19世紀には、西欧でサッポーに対する関心が高まり、サッポーとの関係においてエーリンナを取り上げる文芸評論家や、詩人、画家などが現れた。彼らは『スーダ』の記述等に基づいて、想像のイメージを文章や絵画で表現したが、それらは歴史的なエーリンナの像とは無関係であったと言える。また、日本では上田敏が「才藻たぐひまれなる詩人にして、叙事詩の界に於ては殆ど師サッフオを凌駕せりとまでいはれたるひと」と評している。
2017年、日本の漫画家佐藤二葉が、エーリンナを主人公とする歴史漫画『うたえ！エーリンナ』を発表した。2018年、ギリシア共和国の新聞『タ・ネア』が、同作を日希間の文化交流の一例として取り上げた。